# 人狼游戏
《人狼游戏》是川上亮编写的恐怖小说，2013年出版，之后被改编为电影。它以米勒山谷狼人为题材创作。
目前人狼游戏電影共有八部，分别是：《人狼游戏 第一夜》、《人狼游戏 野兽阵营》、《人狼游戏 瘋狂狐狸》、《人狼游戏 越狱》、《人狼游戏 恋人》、《人狼游戏 疯狂大陆》、《人狼游戏 地狱》以及《人狼游戏 死亡遊戲的營運者》。每一部设置的角色彼此不同，但它们涉及的“生死与杀戮”的观点确是一样的。
日劇《人狼游戏 走失伊甸》。

## 電影

### 人狼遊戲
2013年10月26日上映。由櫻庭奈奈美主演。本次主人公身份為『村民』。
 遊戲規則
1. 每個人都會得到一張卡片，上面分別寫著“村民”、“狼人”和“預言家”。
2. 所有玩家需協商並以多數票選出一個認為是“狼人”的玩家，然後執行
3. 處決後，“狼人”選擇並殺死任何一位“村民”。
4. “預言家”每回合可以知道一名玩家的身份。
5. 如果“狼人”被處決，那麼“村民”就會獲勝。 如果所有的“村民”被殺害，則“狼人”獲勝。
6. “殺害”和“處決”必須真正的動手殺死對方。 如果不遵守這個規則，每個人都會死。
演員
- 仁科愛梨：櫻庭奈奈美
- 多田友宏：仲野太賀
- 井上このみ：春花（日语：竹富聖花）
- 町村誠一郎：岡山天音（日语：岡山天音）
- 稲葉瞳：大澤光
- 猪瀬尚子：梶原光
- 川崎文隆：藤原薫
- 下林勇平：平埜生成（日语：平埜生成）
- 藤木毅：入江甚儀
- 井上真理絵：藤井美菜

工作人員
- 監督：熊坂出
- 製作総指揮：吉田尚剛
- 執行製作人：永森裕二
- 製作人：平体雄二、飯塚達介、藤田大輔
- 原作：川上亮『人狼游戲』（竹書房）
- 脚本：夏野みや子、川上亮、熊坂出
- 撮影：松井宏樹
- 照明：高坂俊秀
- 録音：古谷正志
- 美術：橋本泰至
- 衣装：宮本まさ江
- 特殊造形：石野大雅
- 音響効果：赤澤勇二
- 音楽：スパン子
- 企画・配給：AMG Entertainment

### 人狼遊戲 野兽阵营
2014年8月30日上映。由土屋太鳳主演。本次主人公身份為『狼人』。
遊戲規則
1. 每個人都會得到一張卡片，上面分別寫著“村民”、“狼人”、“預言家”、“保鏢”和“共有者”。
2. 所有玩家需協商並以多數票選出一個認為是“狼人”的玩家，然後執行
3. 處決後，“狼人”選擇並殺死任何一位“村民”。
4. “預言家”每回合可以知道一名玩家的身份。
5. 抽到新卡“保鏢”的玩家可以反彈狼人的攻擊。
6. 抽到新卡“共有者”的玩家都知道彼此是村民身份。
7. 如果“村民”的數量與“人狼”的數量相同，則“人狼”獲勝。
8. “殺害”和“處決”必須真正的動手殺死對方。 如果不遵守這個規則，每個人都會死。
 演員 
- 樺山由佳：土屋太鳳
- 宗像美海：森川葵
- 萬田麗子：青山美郷（日语：青山美郷）
- 平一也：藤原季節（日语：藤原季節）
- 対馬瞳：佐久間由衣
- 榎本亜希子：小野花梨
- 小曽根正則：加藤諒
- 伊勢淳：岡﨑育之介（日语：岡﨑育之介）
- 柳川祐貴：國島直希
- 藤堂由紀彦：櫻田通

 工作人員 
- 監督：熊坂出
- 製作総指揮：吉田尚剛
- 執行製作人：永森裕二
- 製作人：平体雄二、飯塚達介、藤田大輔
- 原作：川上亮『人狼游戲 BEAST SIDE』（竹書房）
- 脚本：山咲藍
- 撮影：松井宏樹
- 照明：高坂俊秀
- 録音：古谷正志
- 美術：山田智也、小林鉄郎
- 衣装：宮本まさ江
- 特殊造形：石野大雅
- 音響効果：赤澤勇二
- 音楽：スパン子
- 主題歌：吉利麻里（日语：吉利麻里）「Verite」
- 企画・配給：AMG Entertainment

### 人狼遊戲 狂狐
2015年12月5日上映。本部是高月彩良的首部電影作品。本部為綾部真弥首次執導的電影。本次多加了“狐狸”的特殊陣營，既不是“狼人”一方，也不是“村民”一方、平民或狼人勝利時若“狐狸”存活的話，其他人則被處決。如果“狐狸”被“預言家”查明身份，“狐狸”就會死；如果被“狼人”攻擊則不會死。本次主人公身份為『狐狸』。
遊戲規則
1. 村裡有打扮成村民的狼人。
2. 狼人會在夜晚逐一殺死村民。
3. 白天時，所有玩家需協商並以多數票選出一個認為是“狼人”的玩家，然後執行（被選中的玩家會自動勒緊衣領至死）。
4. 如果“狼人”被處決，“村民”就會獲勝。“狼人”在吃掉“村民”時獲勝。
5. 如果任何勝利條件達成時“狐狸”仍存活，則改為“狐狸”一人獲勝。
 演員 
- 森井あやか : 高月彩良
- 橘有希 : 冨手麻妙（日语：冨手麻妙）
- 多喜川陽介 : 柾木玲弥（日语：柾木玲弥）
- 星力 : 斎藤嘉樹（日语：斎藤嘉樹）
- 佐伯桃子 : 萩原農
- 樋口健太郎 : 冨田佳輔（日语：冨田佳輔）
- 菅原広大 : 長村航希（日语：長村航希）
- 戸塚芽亜里 : 村上穂乃佳（日语：村上穂乃佳）
- 椎木美孝 : 水石亜飛夢
- ジョー : 奥村秀人（日语：奥村秀人）
- 隅田安奈 : 山根綺
- 小澤梢 : 藤井武美（日语：藤井武美）

 工作人員 
- 製作総指揮：吉田尚剛
- 監督：綾部真弥
- 原作：川上亮『人狼ゲーム CRAZY LIKE A FOX』（竹書房）
- 脚本：川上亮、綾部真弥
- 企画：永森裕二
- 製作：岩淵規
- 撮影：伊藤麻樹
- 照明：藤森玄一郎
- 録音：井家眞紀夫
- 美術・装飾：中谷暢宏
- 特殊造型：遊佐和寿
- 編集：岩切裕一
- 音響効果：植松俊太
- 主題歌：中村慈「arcana」（作詞：中村慈・作曲：坂本英三、AMG MUSIC）
- 造型：岡本佳子
- 髮型：宮本圭歌
- 助監督：金子功
- 音楽プロデュース：塚田良平（CONTEZZA）
- 劇伴：沢田ヒロユキ
- 制作担当：蜂谷元浩
- 選角：岩淵規
- 小道具：大島政幸
- 特機：野村美恵
- 制作会社：メディアンド

### 人狼遊戲 越獄
2016年7月2日上映。本部是小島梨里杏首次擔任主角。本部在“狼人”陣營多加“狂人”角色。如果“狼人”贏了，他可以活下來，但如果“村民”贏了，他和“狼人”就會被處決。雖“預言”跟“靈媒”被視為“村民”，被狼人襲擊時會在不知“狼人”是誰的情況下被殺死。本次主人公身份為『狂人』。
遊戲規則
1. 村裡有打扮成村民的狼人。
2. 狼人會在夜晚逐一殺死村民。
3. 白天時，所有玩家需協商並以多數票選出一個認為是“狼人”的玩家，然後執行（被選中的玩家會自動勒緊項圈至死）。
4. 如果“狼人”被處決，“村民”就會獲勝。“狼人”在吃掉“村民”時獲勝。
 演員 
- 乾朱莉：小島梨里杏（少年：堰沢結衣）
- 相馬葵：渡辺佑太朗（日语：渡辺佑太朗）（少年：太田温）
- 土屋みづき：山谷花純
- 阿久津悠生：清水尚弥（日语：清水尚弥）
- 金城渚：岡本夏美
- 及川菜々実：花影香音
- 丸山岳男：篠田諒
- 丸山正敏：金子大地
- 佐久間琴音：小山莉奈
- 清野康太：濱正悟
- 角海斗：池田和樹
- 櫻井真帆：梅村紗瑛

 工作人員 
- 監督：綾部真弥
- 原作：川上亮『人狼游戲 PRISON BREAK』（竹書房）
- 脚本：川上亮、綾部真弥
- 企画：永森裕二
- 製作：岩淵規
- 撮影：伊藤麻樹
- 照明：藤森玄一郎
- 録音：井家眞紀夫
- 美術・装飾：中谷暢宏
- 特殊造型：遊佐和寿
- 小道具：大島政幸
- 特機：野村美恵
- 編集：岩切裕一
- 音響効果：植松俊太
- 主題歌：きそひろこ「Lycoris」（作詞：きそひろこ・作曲：坂本英三、AMG MUSIC）
- 造型：岡本佳子
- 髮型：宮本圭歌
- 助監督：金子功
- 音楽プロデュース：塚田良平（CONTEZZA）
- 劇伴：沢田ヒロユキ（Obi1MusicFactory）
- 制作担当：田中和則
- 選角：岩淵規
- 制作会社：メディアンド

### 人狼游戏 戀人
2017年1月28日上映。本部是古畑星夏首次擔任主角的電影。本次追加了“丘比特”以及“戀人”的職業。“丘比特”可以在首日任意決定兩位玩家（不分陣營）成爲“戀人”。如“戀人”中的其中一位玩家死亡，另一位則自動死亡；如果游戲結束時，雙方幸存，則“戀人”與“丘比特”獲勝，而其他玩家將被處決。“丘比特”並不知道“戀人”的職業，如“戀人”死亡，“丘比特”則繼續“村民”身份。本次主人公身份為『狼人、戀人』。
遊戲規則
1. 村裡有打扮成村民的狼人。
2. 狼人會在夜晚逐一殺死村民。
3. 白天時，所有玩家需協商並以多數票選出一個認為是“狼人”的玩家，然後執行（被選中的玩家會自動勒緊項圈至死）。
4. 如果“狼人”被處決，“村民”就會獲勝。“狼人”在吃掉“村民”時獲勝。
 演員 
- 高野蘭子：古畑星夏
- 吉原虎之介：池田純矢
- 海老原一香：佐生雪（日语：佐生雪）
- 佐久間弘人：平田雄也
- 八木ひなた：溝口恵（日语：溝口恵）
- 管すばる：前田航基
- 戸谷佳奈：森高愛
- 山門拓海：安藤瑠一
- 梅津楓：春川芽生
- 河合陸：鈴木知尋
- 牧詩央里：中村萌

 工作人員 
- 監督：綾部真弥
- 原作：川上亮『人狼遊戲 LOVERS』（竹書房）
- 脚本：川上亮、綾部真弥
- 企画：永森裕二
- 製作：岩淵規
- 撮影：伊藤麻樹
- 照明：藤森玄一郎
- 録音・音響効果：長部彰
- 美術・装飾：中谷暢宏
- 特殊造型：遊佐和寿
- 小道具：大島政幸
- 特機：野村美恵
- 編集：岩切裕一
- 主題歌：中村慈「ラヴァーズ」（作詞・作曲：坂本英三、AMG MUSIC）
- 造型：岡本佳子
- 髮型：佐々木愛、宮本圭歌
- 助監督：田口桂
- 音樂製作：塚田良平 (CONTEZZA)
- 劇伴：ペイズリィ8
- 静物摄影：向井宗敏
- 制作担当：田中清孝
- 選角：岩淵規
- 制作会社：メディアンド

### 人狼游戏 瘋狂大陸
2017年1月28日上映。本部為淺川梨奈首次主演的長篇電影。本次“村民”陣營只有“保鏢”以及“預言家”兩人、而“狼人”陣營只有一位“狼人”，其餘為“狂人”。本次主人公身份為『保鏢』。
游戲規則
1. 由一名“狼人”、一名“預言家”、一名“保鏢”和七名“狂人”組成。
2. 每天早上8點，玩家需聚集在大廳協商。獲得最多選票的人將被指定的武器處決。
3. 如出現平票，則由其他人進行最後表決。如投票再次出現平票，當晚的執行則被取消。
4. “狼人”在午夜0:00到午夜2:00之間訪問一人的房間，並用指定的武器殺死另一個人。
5. 如果違反規則，則被身上的項圈處決。
6. “狂人”雖為“村民”一方，但與“狼人”方一同獲勝。
演員
- 小池萌：淺川梨奈（SUPER☆GiRLS）
- 佐藤彩乃：松永有紗（日语：松永有紗）
- 庄司蒼空：佐奈宏紀（日语：佐奈宏紀）
- 周太樹：門下秀太郎（日语：門下秀太郎）
- 中川未来：飯田祐真（日语：飯田祐真）
- 宇佐美慧：栗原吾郎（日语：栗原吾郎）
- 根岸すず：長谷川ニイナ（日语：長谷川ニイナ）
- 加納蓮：眞嶋秀斗（日语：眞嶋秀斗）
- 三上優花：木下愛華（日语：木下愛華）
- 杉本陽翔：坂田将吾

工作人員
- 製作総指揮：吉田尚剛
- 監督：綾部真弥
- 脚本：川上亮、綾部真弥
- 原作：川上亮『人狼游戲 MAD LAND』（竹書房）
- 企画：永森裕二
- 製作：岩淵規
- 助監督：田口桂
- 撮影：伊藤麻樹
- 照明：藤森玄一郎
- 録音・音響効果：長部彰
- 美術・装飾：中谷暢宏
- 小道具：大島政幸
- 特殊造型：遊佐和寿
- 特機：牧志結美
- 造型：岡本佳子
- 髮型：佐々木愛
- 編集：岩切裕一
- 音楽製作：ペイズリィ8
- 静物摄影：向井宗敏
- 制作担当：田中清孝
- 音響効果協力：植松俊太
- 主題曲：野田未南「哀しい棘」（作詞・作曲：坂本英三、AMG MUSIC）
- 制作会社：メディアンド

### 人狼游戏 地獄
2018年4月7日上映。本部為電視劇《人狼遊戲 走失伊甸》的續集。《走失伊甸》的倖存者和沒有參加過《走失伊甸》的同學為游戲玩家。
演員
游戲玩家 (走失伊甸的幸存者)
- 野野山弘美：武田玲奈(人狼,生存)
- 浅見露娜：上野優華(村民,死亡)
- 向亜利沙：小倉優香(人狼,生存)

游戲玩家 (新玩家)
- 水谷和希：松本享恭(守衛,死亡)
- 馬渡聖弥：三嶋時人(靈媒師,死亡)
- 小笠原光宏：貴志晃平(狂人,死亡)
- 越智一二三：平松賢人(BOYS AND MEN)(村民,死亡)
- 辻遊馬：吉原雅斗(BOYS AND MEN)(村民,死亡)
- 宮下舞：都丸紗也華(預言者,死亡)
- 結城利絵：海田朱音(村民,死亡)

其他演員
- 名倉朔太郎：足立理
- 照屋宰：加藤虎ノ介
- 神秘人：水野勝 (BOYS AND MEN)

 工作人員 
- 監督：綾部真
- 脚本：川上亮、綾部真弥
- 原作：川上亮『人狼游戲 INFERNO』（竹書房）
- 企画：AMG娛樂
- 製作: 岩淵規
- 撮影：伊藤麻樹
- 照明：尾下栄治
- 録音：長部彰、甲斐田哲也
- 美術：中谷暢宏
- 小道具：大島政幸
- 特殊造型：遊佐和寿
- 造型：岡本佳子
- 化妝：柳原まみ
- 劇伴：ペイズリィ８、沢田ヒロユキ、山崎憲司
- 制作担当：田中清孝
- 助監督：田口桂
- 編集：岩切裕一
- 調色師：今塚誠
- 主題曲：海田朱音『砂時計』
- 作詞作曲：坂本英三
- 後期製作：キュー・テック
- 制作会社：メディアンド

### 人狼游戏 死亡遊戲的運營人
2020年11月12日上映。作者川上亮擔任導演兼劇本。由小越勇輝擔任主角。本部電影首次以男性為主角。本部首次聚焦人狼游戲的運營方，玩家和運營方將展開雙結構腦對戰。
演員
運營方
- 正宗：小越勇輝（日语：小越勇輝）
- 琥太郎：中島健（日语：中島健）
- 鬼頭：ウチクリ内倉（日语：ウチクリ内倉）
- 姫菜：花柳のぞみ
- 胡桃：坂ノ上茜（日语：坂ノ上茜）

玩家
- 夏目柚月：桃果（日语：桃果）(守衛)
- 佐竹澪：朝倉ふゆな（日语：朝倉ふゆな） (狼人)
- 天野堇：森山晃帆 (預言家)
- 秦心春：星れいら (村民)
- 末吉萌萌香：山之內鈴 (村民)
- 滝快斗：三山凌輝 (村民)
- 橋爪颯真：森本直輝 (村民)
- 早坂亜由武：黒沢進乃介 (靈媒師)
- 一之瀬悠輝：福崎那由他（日语：福崎那由他） (狼人)

工作人員
- 原作：川上亮 『人狼遊戲 死亡遊戲的運營人』（竹書房）
- 監督・脚本：川上亮
- 製作総指揮：吉田尚剛
- 企画：永森裕二
- 製作：岩淵規、小笠原宏之
- 撮影監督：今井哲郎
- 録音：阿尾茂貴
- 顧問：児玉健（人狼ゲーム）
- 音楽：沢田ヒロユキ（ペイズリィ8）
- 主題歌：中濱芽生 「ミライネガイ」（AMG MUSIC）
- 協力：アミューズメントメディア総合学院
- 制作プロダクション：メディアンド
- 企画・配給：AMGエンタテインメント
- 製作：『人狼遊戲 死亡遊戲的運營人』製作委員会

## 電視劇
2018年1月16日起在日本8個電視台播出，包括埼玉電視台。本劇全10集。由武田玲奈主演。本部是《人狼游戲》系列的首部電視劇，同年上映的《人狼游戲 地獄》為本部的續集。本部首次描繪了玩家以外的視覺，在電視劇中描繪尋找失蹤的玩家的警察以及其同學。本部與首部電影一樣，主人公身份為『村民』。
 游戲規則 
1. 10名“村民”中有2名“狼人”。
2. 玩家職業會在該玩家卡片上顯示。
3. 每天晚上8:00前，玩家需協商，並以多數票選出一個認為是“狼人”的玩家，最多選票的人將被處決（項圈自動收緊）。
4. “狼人”可在每晚午夜0:00到午夜2:00之間殺死一名玩家。
5. 如果“狼人”被投票處決，村民就會獲勝；如果“村民”人數與“狼人”人數相同，則“狼人”獲勝。

### 演員
游戲玩家
野野山弘美（武田玲奈飾演）村民，生存
本作主人公。私立鶴岡高中2年3班的班長。有著強烈的正義感，想要大家共同生存。
浅見露娜（上野優華飾演）守衛，生存
弘美的兒時玩伴。父母經營著一家工廠，在一個富裕的家庭長大。
向亜利沙（小倉優香飾演）村民，生存
GAL系女。跟美月和舞為姐妹團。網上看過《狼人遊戲》。
立花美月（山地まり飾演）村民，票死
GAL系女。在School Caste的頂端，是一位女領頭。
松葉千帆（久田莉子飾演）狼人，票死
東的女朋友。網上看過《狼人遊戲》，熟悉狼人遊戲的規則。懺悔郵件傳播案的罪魁禍首。
都築涼（勧修寺保都飾演）狂人，悍跳預言家，死亡
與八重橋、小笠原和毛渡的關係很好。 在網上得知《狼人遊戲》。
八重樫仁（大和孔太飾演）预言家，死亡
個性强勢與容易不耐煩。與都木、小笠原和毛渡的關係很好。
東克彦（吉原拓弥飾演）靈媒師，夜襲死亡
千帆的男朋友。熟悉狼人遊戲的規則。懺悔郵件傳播案的罪魁禍首。
宇田川素直（米本来輝飾演）狼人，悍跳預言家，死亡
對每個人都用敬語，雖乍一看很矮，但實際上很狡猾。
坂井龍樹（山田智史飾演）村民，死亡
在課堂上非常平庸和不引人注目。
學校
水谷和希（松本享恭飾演）
私立鶴岡高中學生。被霸凌的學生。發給月的懺悔郵件被傳播開來，從那以後就一直拒絕上學。
馬渡聖弥（三嶋時人飾演）
私立鶴岡高中學生。男子學生會的領頭學生。一直尋找都木、八重橋、小笠原。
小笠原光宏（貴志晃平飾演）
私立鶴岡高中學生。馬渡的手下之一。 他與八重橋、都木和毛渡的關係很好。
越智一二三（平松賢人(BOYS AND MEN)飾演）
私立鶴岡高中學生。舞的男朋友。懺悔郵件傳播案的罪魁禍首。
辻遊馬（吉原雅斗(BOYS AND MEN)飾演）
私立鶴岡高中學生。正義感強，頭部轉動很快，堅定的學生。
宮下舞（都丸紗也華飾演）
私立鶴岡高中學生。GAL系女，越智的女朋友。跟みずき和亜里沙是姐妹團。懺悔郵件傳播案的罪魁禍首。
結城利絵（海田朱音飾演）
私立鶴岡高中學生。說話是豁達的，但基本上是安靜不顯眼的。
二神宗一郎（玉城裕規飾演）
私立鶴岡高中美術教師，擔當2年3班的美術老師。
山下進（ジェントル飾演）
私立鶴岡高中2年3班的班主任。
其他演員
名倉朔太郎（足立理飾演）
鶴岡警察局失踪人員科的刑事警察。助理警官。职业官僚組。
照屋宰（加藤虎ノ介飾演）
鶴岡警察局失踪人員科的刑事警察。老手警察。
神秘人（水野勝 (BOYS AND MEN)飾演）
遊戲高手。

### 工作人員
- 監督：綾部真弥、田口桂
- 脚本：川上亮、綾部真弥
- 原作：川上亮『人狼游戲 LOST EDEN』（竹書房）
- 企画：AMG娛樂
- 製作: 岩淵規
- 撮影：伊藤麻樹
- 照明：尾下栄治
- 録音：長部彰、甲斐田哲也
- 美術：中谷暢宏
- 小道具：大島政幸
- 特殊造型：遊佐和寿
- 造型：岡本佳子
- 化妝：柳原まみ
- 劇伴：ペイズリィ８、沢田 ヒロユキ、山崎　憲司
- 制作担当：田中清孝
- 助監督：田口桂
- 編集：岩切裕一
- 調色師：今塚誠
- 主題曲：海田朱音『砂時計』
- 作詞作曲：坂本英三
- 後期製作：キュー・テック
- 制作会社：メディアンド